# Svájci kantonok zászlóinak képtára
Ez a galéria Svájc 26 kantonjának zászlaját mutatja be.

Aargau
Appenzell Ausserrhoden
Appenzell Innerrhoden
Basel-Landschaft
Basel-Stadt
Bern
Fribourg
Genf
Glarus
Graubünden
Jura
Luzern
Neuchâtel
Nidwalden
Obwalden
Schaffhausen
Schwyz
Solothurn
St. Gallen
Thurgau
Ticino
Uri
Wallis/Valais
Vaud
Zug
Zürich